# Piti de Priene
Piti (grec antic: Πύθιος), Píteos (grec antic: Πυθεός) o Pitis (grec antic: Πύθις) va ser un dels arquitectes més notables de l'antiga Grècia de l'època postclàssica. Va cultivar molt l'estil jònic, que va emprar en les seves obres més conegudes: el temple d'Atena Políada de Priene i, principalment, el Mausoleu d'Halicarnàs, una de les set meravelles del món antic.
És probable que fos natural de Priene, ciutat on va construir el temple d'Atena. Com que el Mausoleu va ser erigit devers l'any 352 aC, any en què Mausol va morir, es pot situar Fileu dins segle iv aC. El temple de Priene hauria estat construït cap al 332 aC, atès que va ser dedicat per Alexandre el Gran. Aquest temple constitueix uns dels millors exemples d'arquitectura jònica. Vitruvi ens informa que, a més de constructor, va ser un teòric de l'art, atès que va escriure sobre les seves obres, el temple de Priene i el Mausoleu d'Halicarnàs.
Plini el Vell el considera, a més d'arquitecte, escultor, car diu que diu que va fer la quadriga a la cimera del Mausoleu.